# Валмир (Фермо)
Валмир (итал. Valmir) насеље је у Италији у округу Фермо, региону Марке.
Према процени из 2011. у насељу је живело 424 становника. Насеље се налази на надморској висини од 136 м.